# Nikon D90

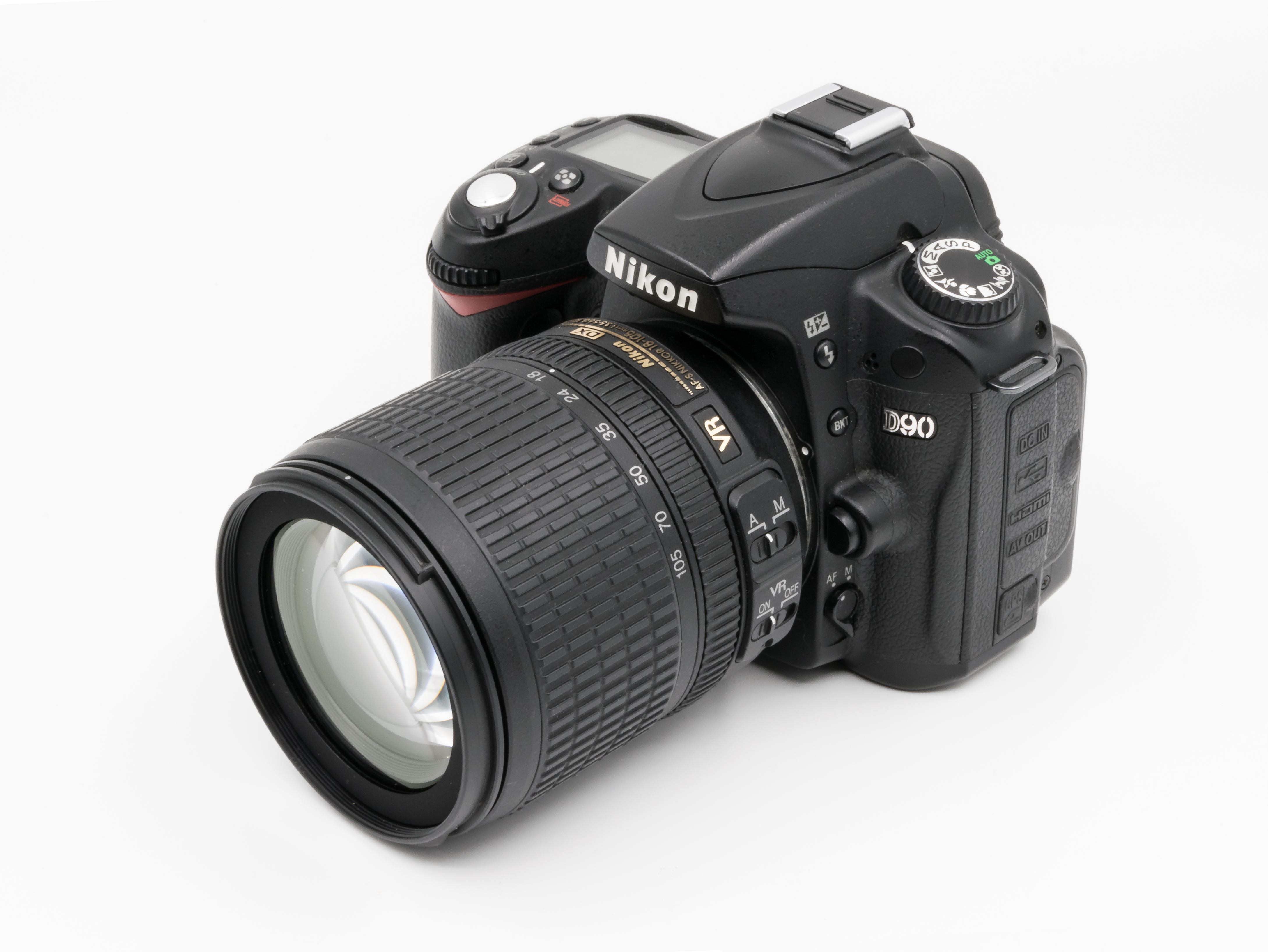
Nikon D90

Nikon D90 je další z řady digitálních zrcadlovek společnosti Nikon. Model navazuje na úspěšný typ Nikon D80. Oficiálně byl představen koncem srpna 2008. Jako první zrcadlovka na světě nabídl natáčení videa v HD rozlišení. Nikon tak předběhl svého hlavního konkurenta, společnost Canon a její model EOS 5D Mark II.

## Technické parametry
- Snímač: CMOS, formát DX (23,6 × 15,9 mm), rozlišení 12,3 Mpix, poměr stran 3:2
  - Lze fotografovat v rozlišení: Large – 4288 × 2848, Medium – 3216 × 2136, Small – 2144 × 1424

### Ostření a měření expozice
Zaostřování probíhá pomocí 11 ostřicích bodů, novinkou je režim 3D Tracking. Nabízí se možnost využit jeden, anebo všechny ostřicí body. 
- Autofokus pracuje v těchto módech:

AF-S: jednotlivý autofokus
AF-C: kontinuální ostření
AF-A: automatická aktivace prediktivního zaostřování (záleží na objektu).
Rovněž měření expozice nabízí několik variant:
3D Color Matrix II / Color Matrix II, dále integrální měření se zdůrazněným středem, a nakonec bodové měření.
Měření 3D Color Matrix II je možné použít s objektivy Nikkor typu G a D – u ostatních objektivů se použije měření Color Matrix II. Integrální měření zaměřuje 75 % citlivosti do malé plošky, nacházející se uprostřed hledáčku – tato ploška se dá v menu specifikovat na velikost 6, 8 nebo 10 mm. Bodové měření bere v potaz pouze kruhovou plošku o průměru 3,5 mm (což jsou cca 2 % obrazového pole) v místě vybraného zaostřovacího pole.

### Hledáček a zadní LCD displej
Hledáček je optický, vybavený dioptrickou korekci (za pomoci malého kolečka) v rozmezí –2 až +1 dioptrie. Hledáček je 19,5 mm velký, zvětšení je 0.94. Je tedy znatelně větší, než například u Canonu EOS 30D. Pokrytí hledáčku činí 96 %, je vybaven pentagonálním hranolem.
Zadní straně fotoaparátu dominuje LCD s úhlopříčkou 7,5 cm a rozlišení 920 000 bodů. Pořízené záběry lze kontrolovat přímo na místě i v detailu.
Displej má dobrou čitelnost i z úhlu – výrobce udává 170°. Navíc je dobře čitelný i na přímém slunci. Spolu s přístrojem se dodává ochranný plastový kryt, proti poškrábání apod.

## Další podstatné parametry a funkce

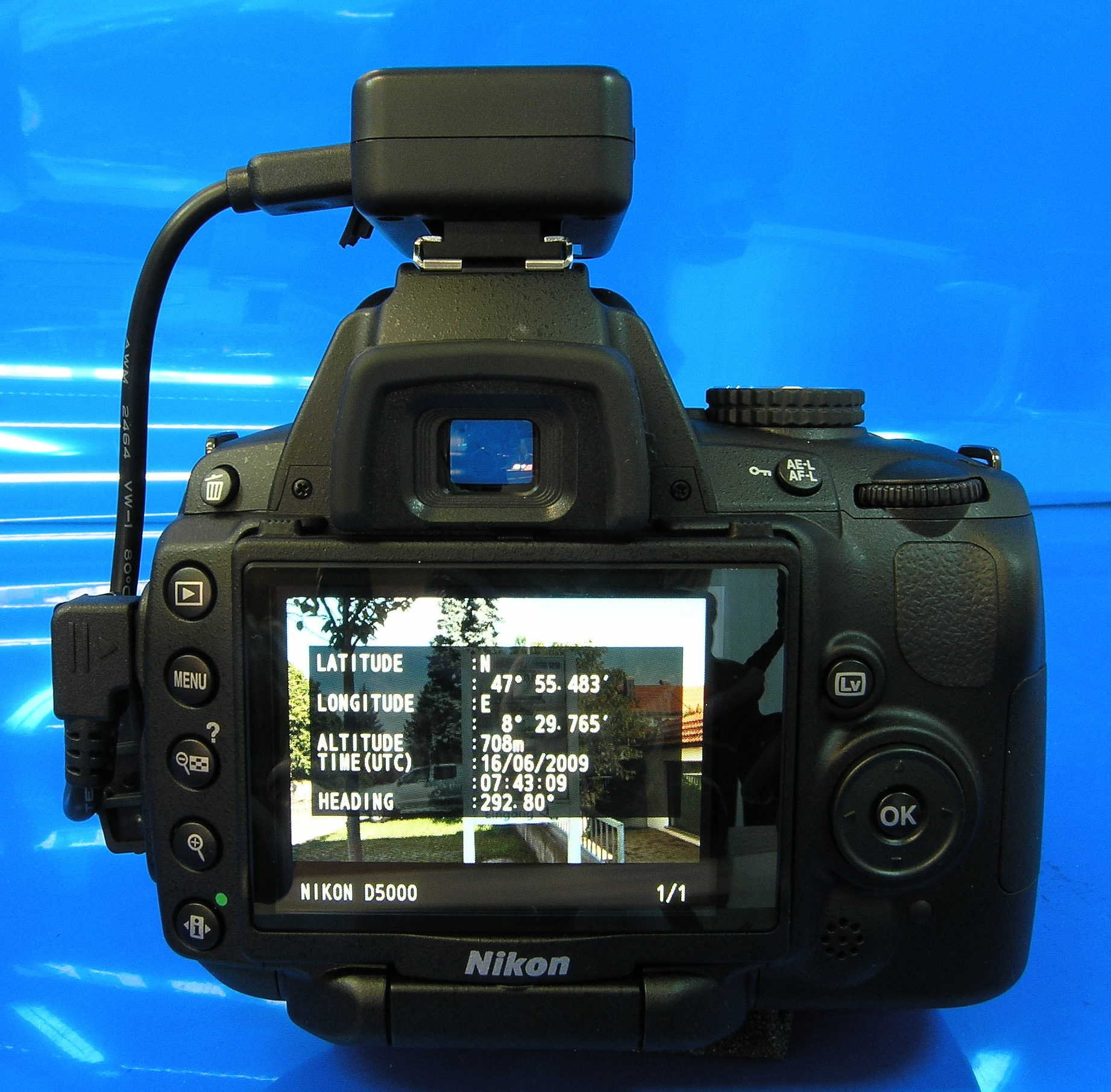
"Solmeta Geotagger N2 Kompass" for Nikon D90/D5000

- Podpora funkce LiveView (živý náhled na LCD displeji ).
- Možnost natáčení ozvučených videosekvencí (*.avi) – a to v rozlišení 1280 × 720 (poměr stran 16:9), 640 × 424 (3:2), 320 × 216 (3:2).
- Protiprachový filtr.
- Ukládaní fotografií na paměťové karty typu SD, nebo SDHC.
- Závěrka – rozsah závěrky v rozmezí 1/4000 – 30 sekund, navíc režim Bulb.
- Sériové snímání do formátu JPEG rychlostí až 4 snímků za sekundu, v sérii 23 snímků.
- ISO citlivost v rozmezí 200–3200 – možnost uživatelské volby nižší / vyšší hodnoty citlivosti (odpovídající ISO 100–6400).
- Výdrž akumulátoru na jedno nabití: 850 snímků (dle normy CIPA).
- Tělo odlito z kovových slitin (hmotnost 620 gramů), výstup HDMI.
- Možnost připojení externí GPS pro geotagging (volitelné příslušenství)

Po pořízení fotografií lze přímo v aparátu využít funkce D-Lighting k projasnění tmavých míst, dále korekci červené oči, snímky ořezávat, prolínat do sebe, retušovat, používat různé filtrové efekty atd.